# Colin McLeod Robertson
Colin McLeod Robertson (ur. 7 maja 1870 w Belfaście, zm. 2 lipca 1951 w Dumbarton) – brytyjski żeglarz.
Był członkiem załogi jachtu Mouchette, który w barwach Wielkiej Brytanii zdobył srebrny medal na igrzyskach olimpijskich w 1908 w klasie 12 metrów.